# 保守党竞选总部
保守党竞选总部 （英語：Conservative Campaign Headquarters，缩写CCHQ），是英国保守党的总部、以及幕僚和各委员会的办公地。受保守党主席领导，2018年以来布兰登·刘易斯担任该职务。其前身为保守党中央办公室 （英語：Conservative Central Office，缩写CCO）。

## 建立
保守党中央办公室的建立可以追溯到1871年，为党建立专业的辅佐机构的提议由约翰·高斯特爵士提出。1906年和1910年两次大选保守党的失利，促使其在1911年建立由党主席监督工作的中央办公室。

## 办公地点
1958年前党总部的位置在伦敦，维多利亚街修道院大楼，后迁移至威斯敏斯特的史密斯广场32号。这里也是最为公众熟知的地点，很多重大政治事件电视直播从这里发出，包括玛格丽特·撒切尔的胜利，到伊恩·邓肯·史密斯的辞职。2004年党总部又迁徙到附近维多利亚街25号更现代化的大楼中，并且后来改称保守党竞选总部(CCHQ)。
2007年6月，党总部再次迁址至威斯敏斯特的米尔班克大楼；该大楼是大卫和西蒙·鲁本兄弟的财产之一。2014年10月，党总部又迁移到现址马修·派克街4号。

## 事件
2010年10月，曾被反对学费上涨示威的人群冲击。
2014年11月19日，部分示威者把一个“免费教育”的标语牌放到马修·派克街4号而与警察发生冲突，2014年2月党总部才刚迁至此地。